# Philippe Gaucher
Philippe Charles Ernest Gaucher (26. července 1854 Champlemy – 25. ledna 1918 Paříž) byl francouzský dermatolog, který v roce 1882 poprvé identifikoval vzácné dědičné metabolické onemocnění, které způsobuje hromadění tukových látek (glukocerebrosidů) v buňkách a orgánech a které bylo po něm pojmenováno Gaucherova choroba.
Doktorát z medicíny získal v roce 1882. Pracoval jako lékař v několika pařížských nemocnicích a stal se uznávaným odborníkem v oblasti dermatovenerologie. Působil také jako profesor dermatologie na pařížské lékařské fakultě.

## Biografie
Philippe Gaucher se narodil 26. července 1854 v Champlemy v Burgundsku. Jeho otec byl architekt. Matka mu zemřela, když byl ještě malý. Původně chtěl studovat přírodní vědy, ale na přírodovědeckou fakultu nebyl přijat. Dal na radu svého strýce, praktického lékaře, a vystudoval medicínu v Paříži.
V roce 1882 objevil u 32leté nemocné ženy výrazně zvětšenou slezinu a identifikoval velké, dříve neznámé, buňky a jako první je podrobně popsal. Gaucher se tehdy domníval, že se jedná o formu rakoviny sleziny. Své poznatky publikoval v doktorské práci a v domnění, že narazil na novou chorobu, navrhl nazvat ji primárním epiteliomem sleziny. V roce 1913 pozoroval Nathan Brill, patolog v nemocnici Mount Sinai v New Yorku, případ s podobnými histologickými parametry a nemoc pojmenoval po Gaucherovi. Pro charakteristické buňky typické pro toto onemocnění se vžil název „Gaucherovy buňky“.
Následně vedl Gaucher lékařskou kliniku v nemocnici Necker. V pozdějších letech působil jako školitel na několika pařížských nemocničních klinikách. Vyučoval patologickou anatomii, bakteriologii a histologii a také dermatologii. V roce 1902 vystřídal Jeana Alfreda Fourniera na univerzitní katedře dermatologie a syfilografie. V roce 1917 obdržel Řád čestné legie jako uznání za své zásluhy během první světové války. Byl také zakladatelem časopisu o pohlavních chorobách Annales des Maladies Vénériennes.
Gaucher se nikdy neoženil, jeho práce pro něj byla vším. Ve své lékařské praxi a vědecké činnosti pokračoval až do konce života. Zemřel na zápal plic 25. ledna 1918 ve věku 63 let.